# Charles George Hawes
Charles George Hawes, britanski general, * 1890, † 1963.